# スポーツセンター駅

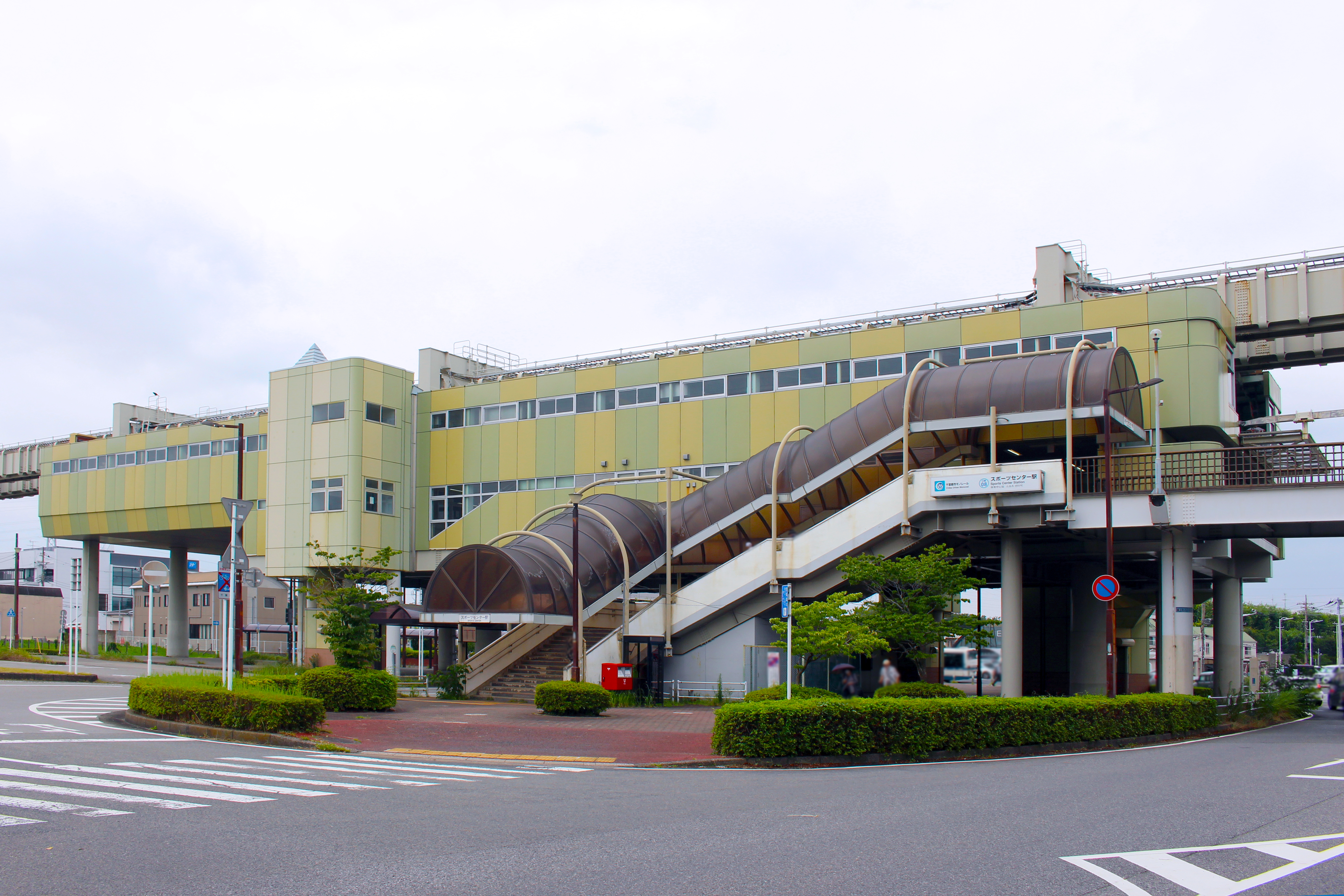
東側出入口（2024年7月）
※右の連絡通路で千葉県総合スポーツセンターに接続

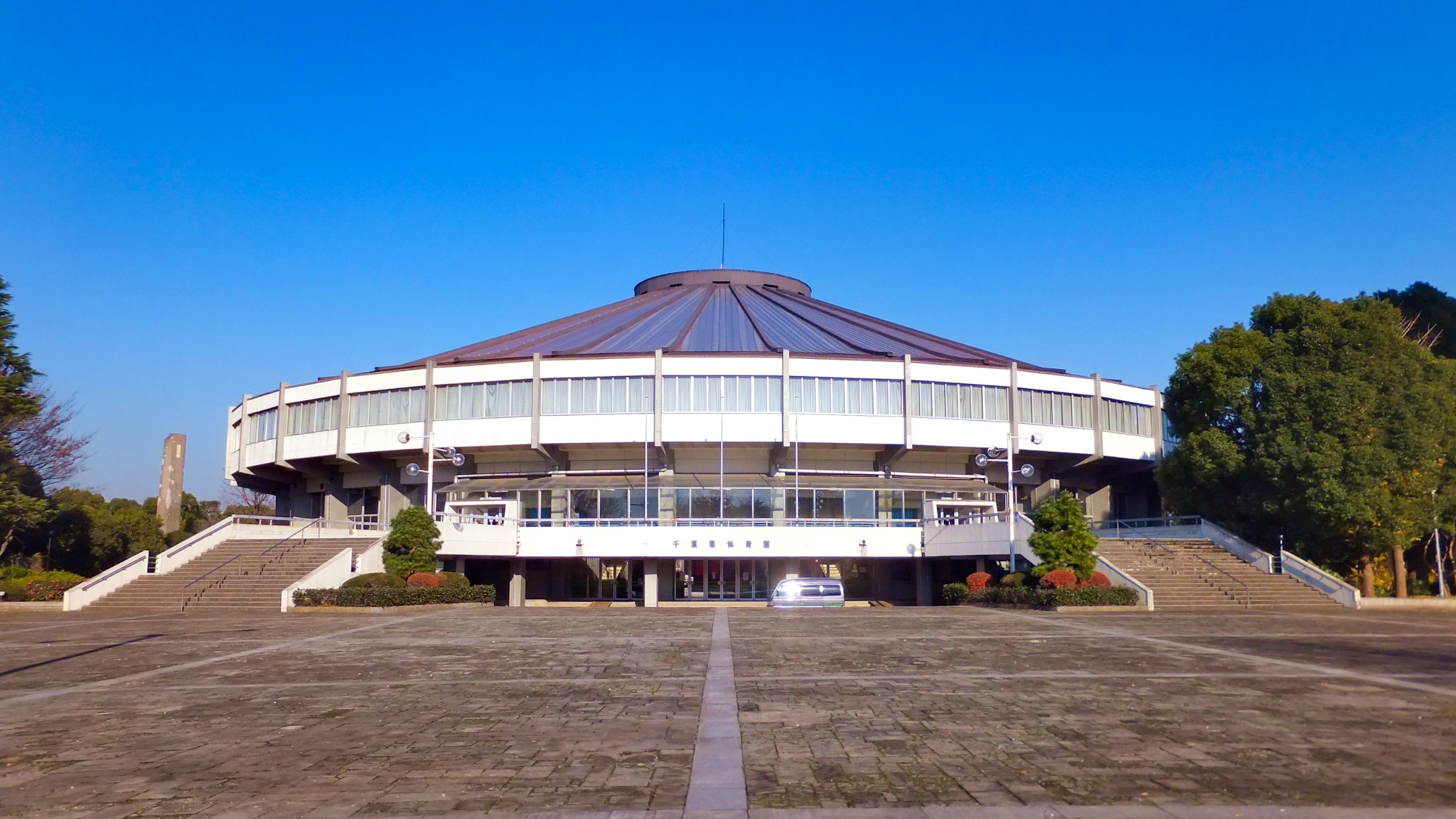
千葉県総合スポーツセンター（体育館）

スポーツセンター駅（スポーツセンターえき）は、千葉県千葉市稲毛区天台六丁目にある、千葉都市モノレール2号線の駅である。駅番号はCM 08。

## 歴史
- 1988年（昭和63年）3月28日 - 2号線第一次開業の終端駅として開業[1][2]。
- 1991年（平成3年）6月12日 - 千葉駅までの延伸に伴い途中駅となる[1][3]。
- 2009年（平成21年）3月14日 - ICカード「PASMO」の利用が可能となる[4][1]。
- 2015年（平成27年）4月1日 - この日より無人駅となる[5]。
- 2021年（令和3年）3月9日 - トイレの改修工事（洋式化）完了。

## 駅構造
相対式ホーム2面2線を持つ高架駅で、バリアフリー設備として2面ともエレベーターが設置されている。改札口は北側（千城台方面）に1か所あり、自動改札機、自動券売機が設置されている。
出入口はコンコースより東側に南北2か所（南側に東側出入口・北側に千葉県総合スポーツセンター連絡通路）とエレベーター1基、西側に1か所（西側出入口）とエレベーター1基がある。

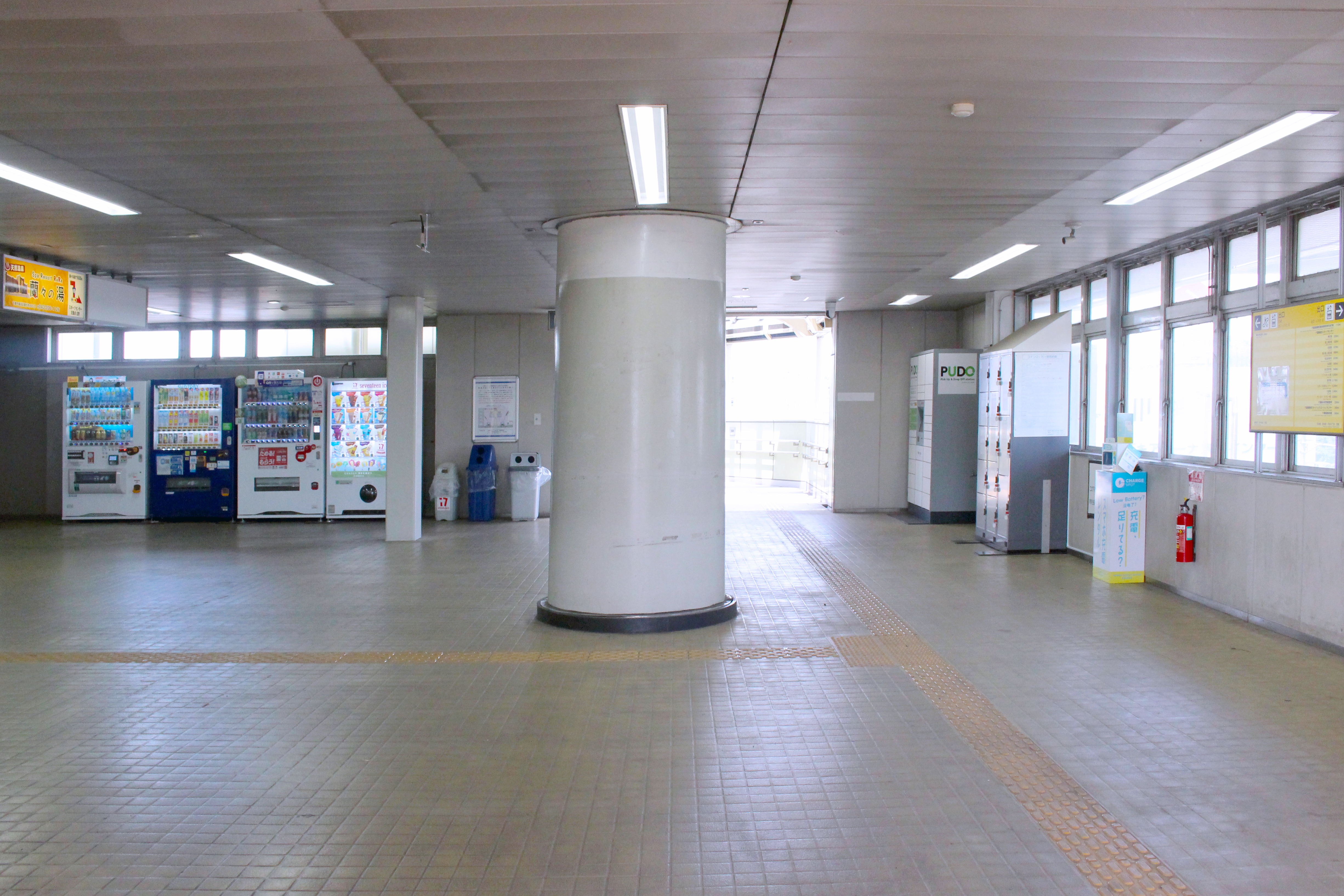
改札外コンコース（2024年7月）
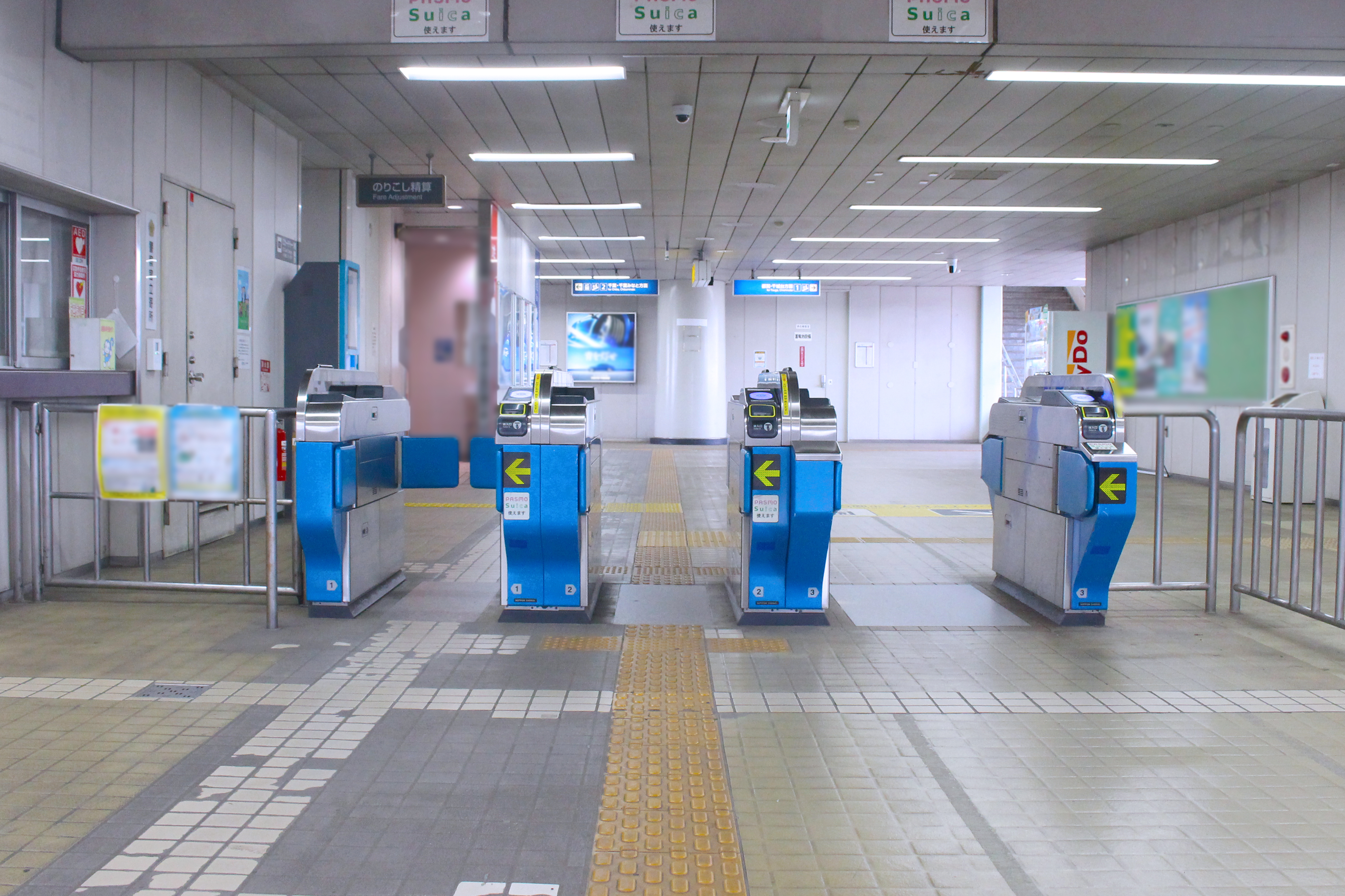
改札口（2024年7月）

### のりば
| 番線 | 路線  | 行先                 | 備考                                    |
| ---- | ----- | -------------------- | --------------------------------------- |
| 1    | 2号線 | 都賀・千城台方面     |                                         |
| 2    | 2号線 | 千葉・千葉みなと方面 | 千葉みなと方面行は千葉駅から1号線へ直通 |

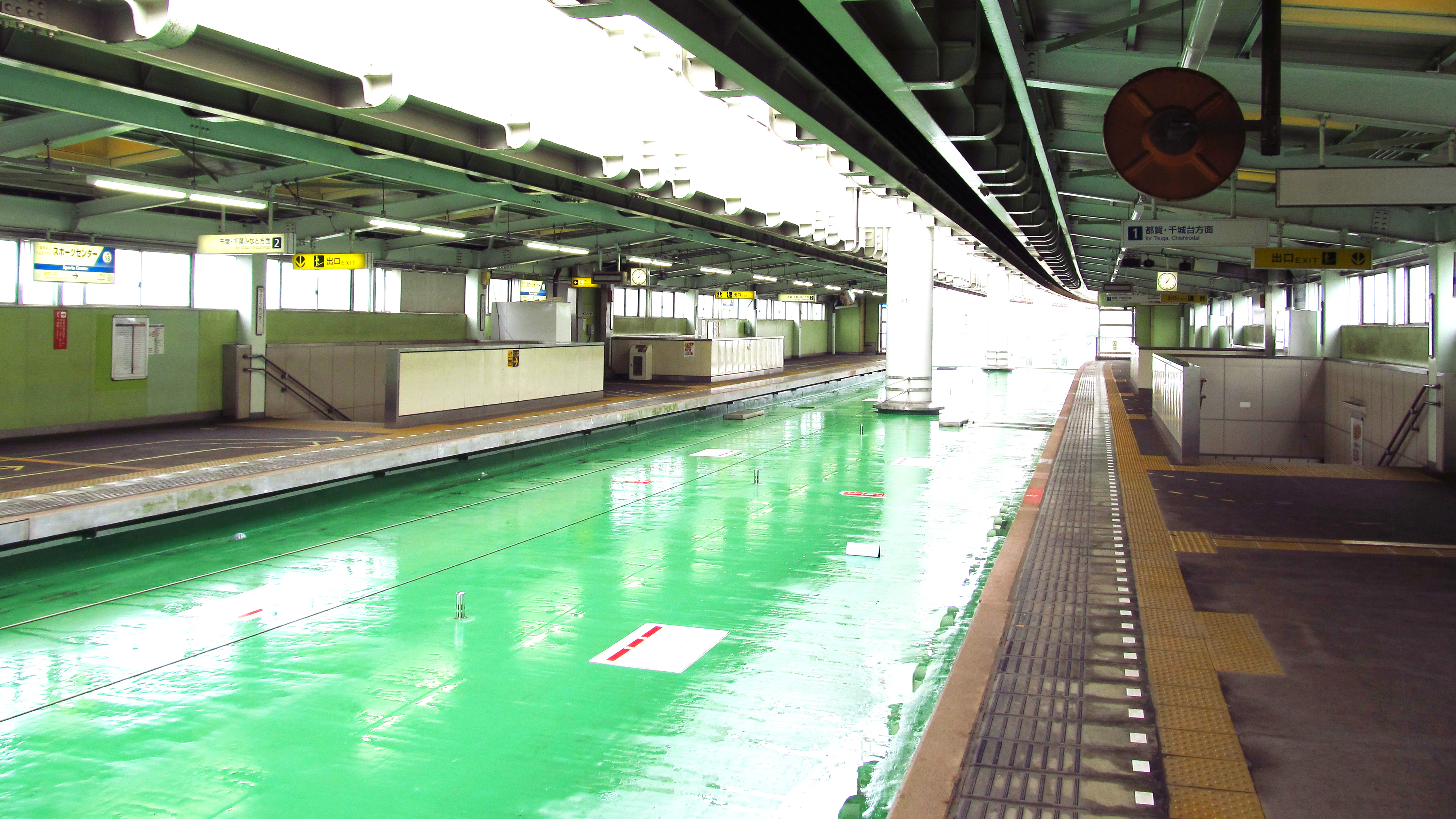
1番線ホーム（2019年7月）
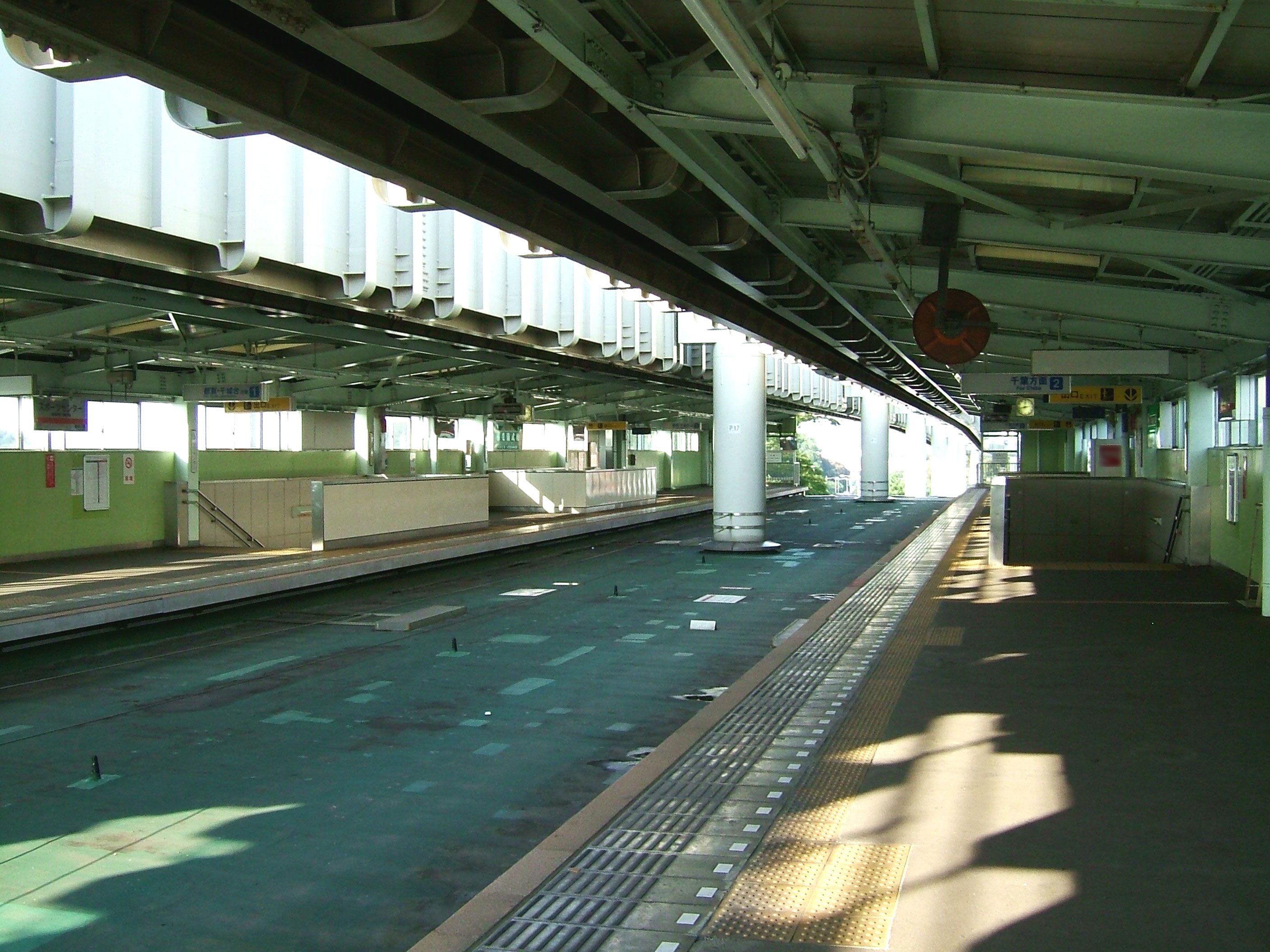
2番線ホーム（2008年10月）
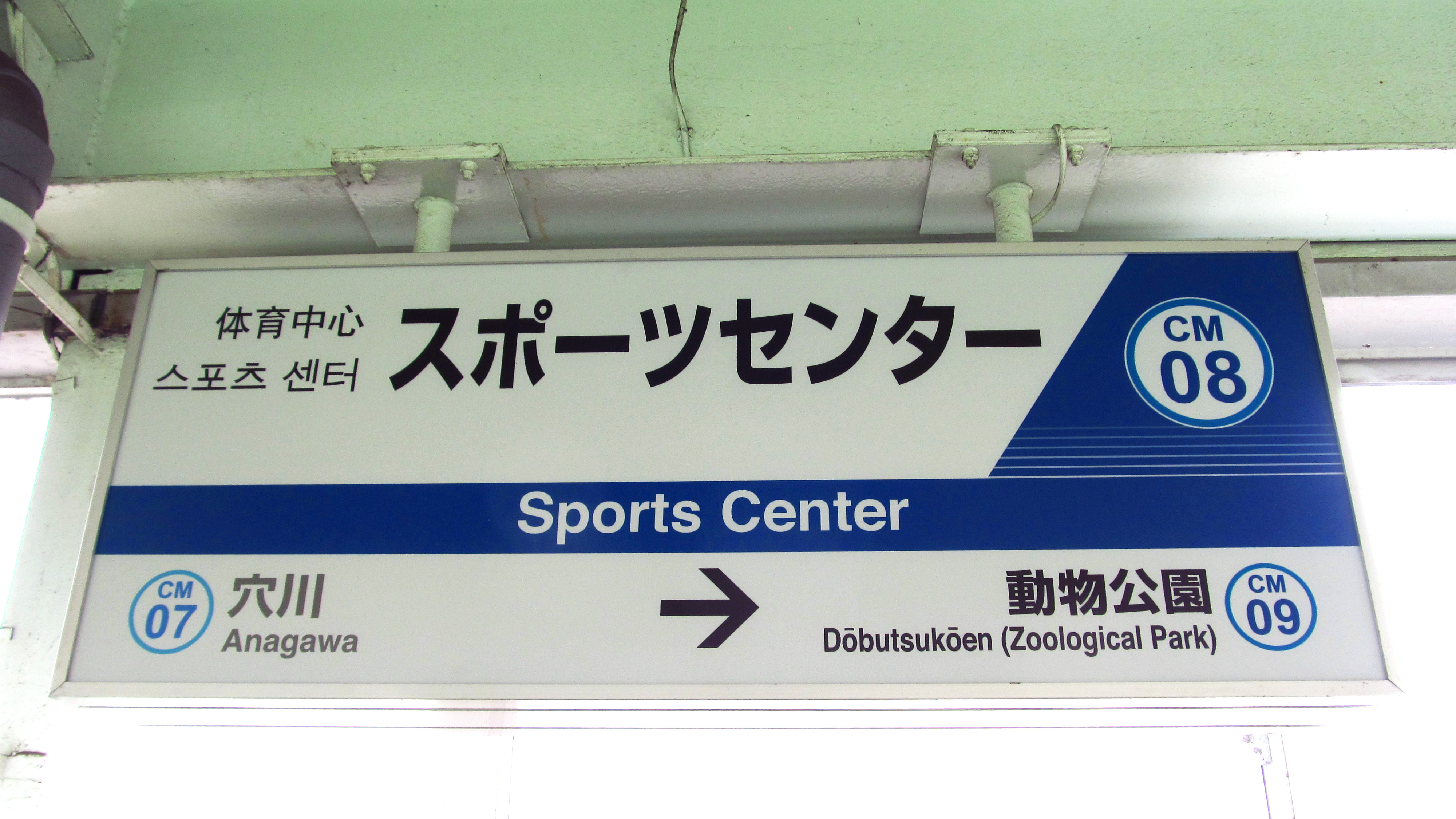
1番線駅名標（2019年7月）
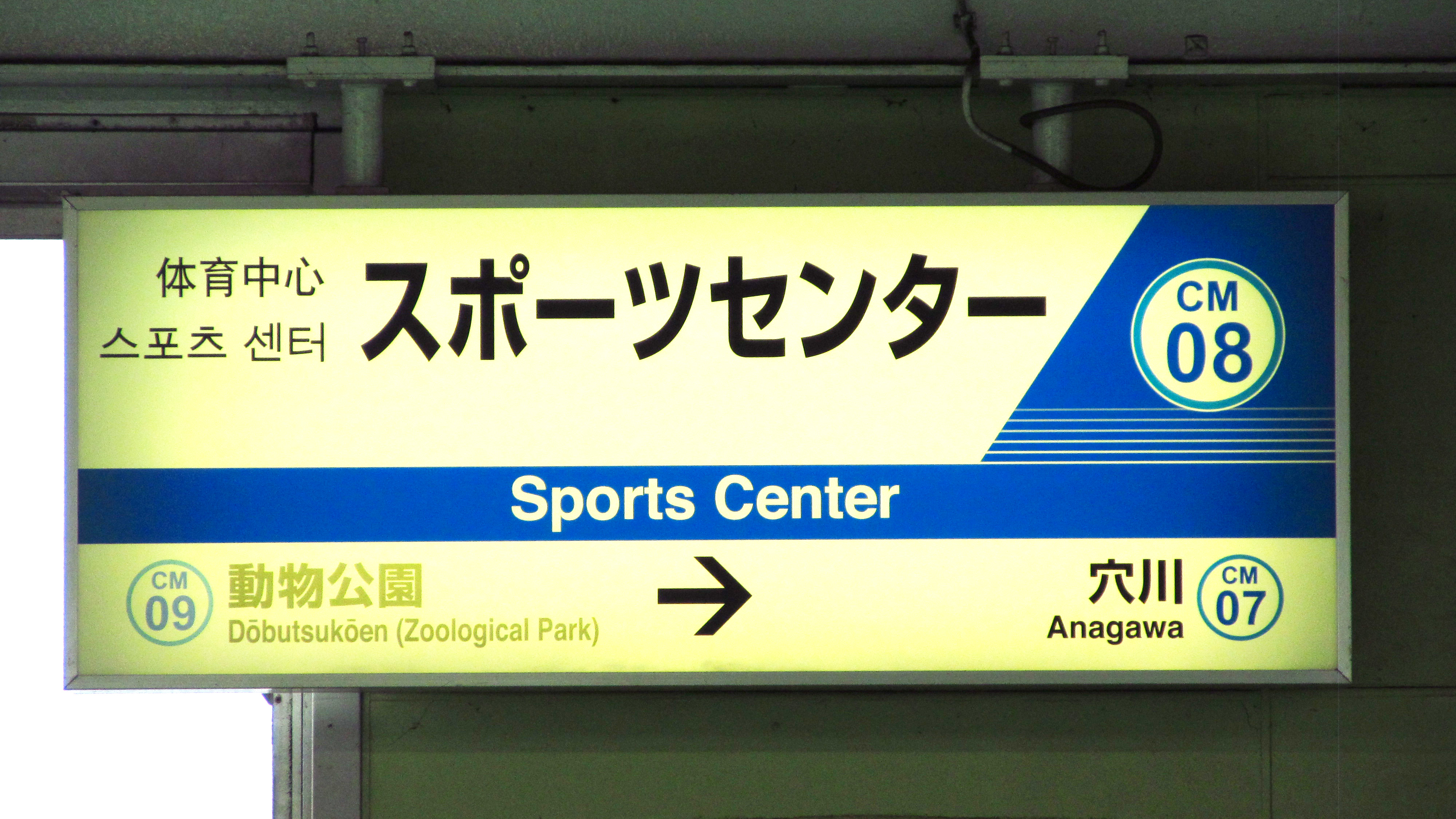
2番線駅名標（2019年7月）

## 利用状況
2023年度の1日平均乗車人員は2,485人である。千葉都市モノレールの駅では、18駅中6位。
近年の1日平均乗車人員推移は下記の通り。
| 年度               | 一日平均 乗車人員 |
| ------------------ | ----------------- |
| 1999年             | 2,595             |
| 2000年             | 2,530             |
| 2001年             | 2,482             |
| 2002年             | 2,453             |
| 2003年             | 2,432             |
| 2004年             | 2,286             |
| 2005年             | 2,430             |
| 2006年             | 2,420             |
| 2007年             | 2,432             |
| 2008年             | 2,383             |
| 2009年             | 2,409             |
| 2010年             | 2,463             |
| 2011年             | 2,305             |
| 2012年             | 2,443             |
| 2013年             | 2,450             |
| 2014年             | 2,401             |
| 2015年             | 2,464             |
| 2016年             | 2,443             |
| 2017年             | 2,618             |
| 2018年             | 2,566             |
| 2019年             | 2,432             |
| 2020年（令和02年） | 1,850             |
| 2021年（令和03年） | 2,106             |
| 2022年（令和04年） | 2,330             |
| 2023年（令和05年） | 2,485             |

## 駅周辺

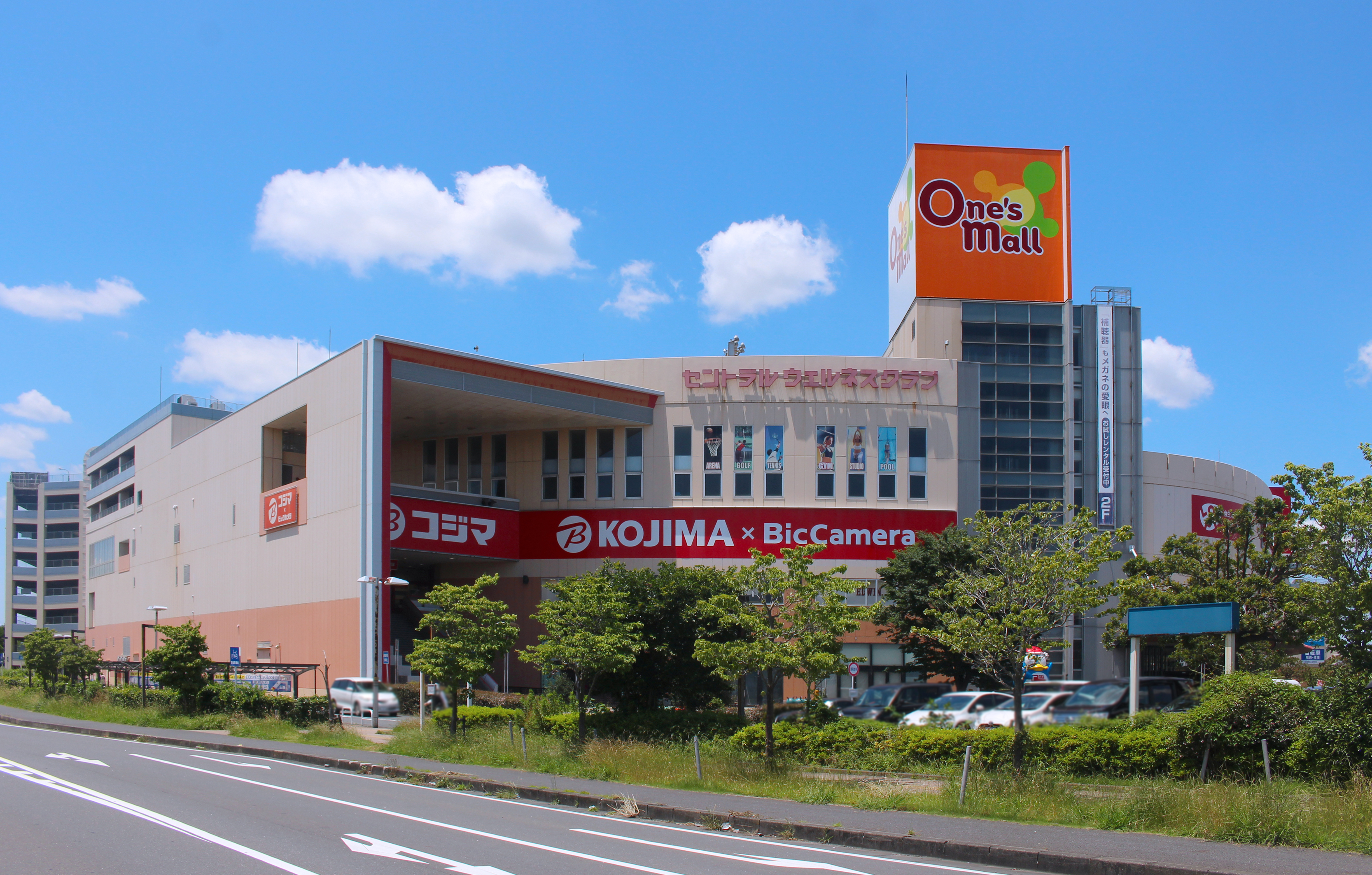
ワンズモール

駅西側を国道16号、駅南側には京葉道路の穴川インターチェンジ、国道14号がある。

### 東側

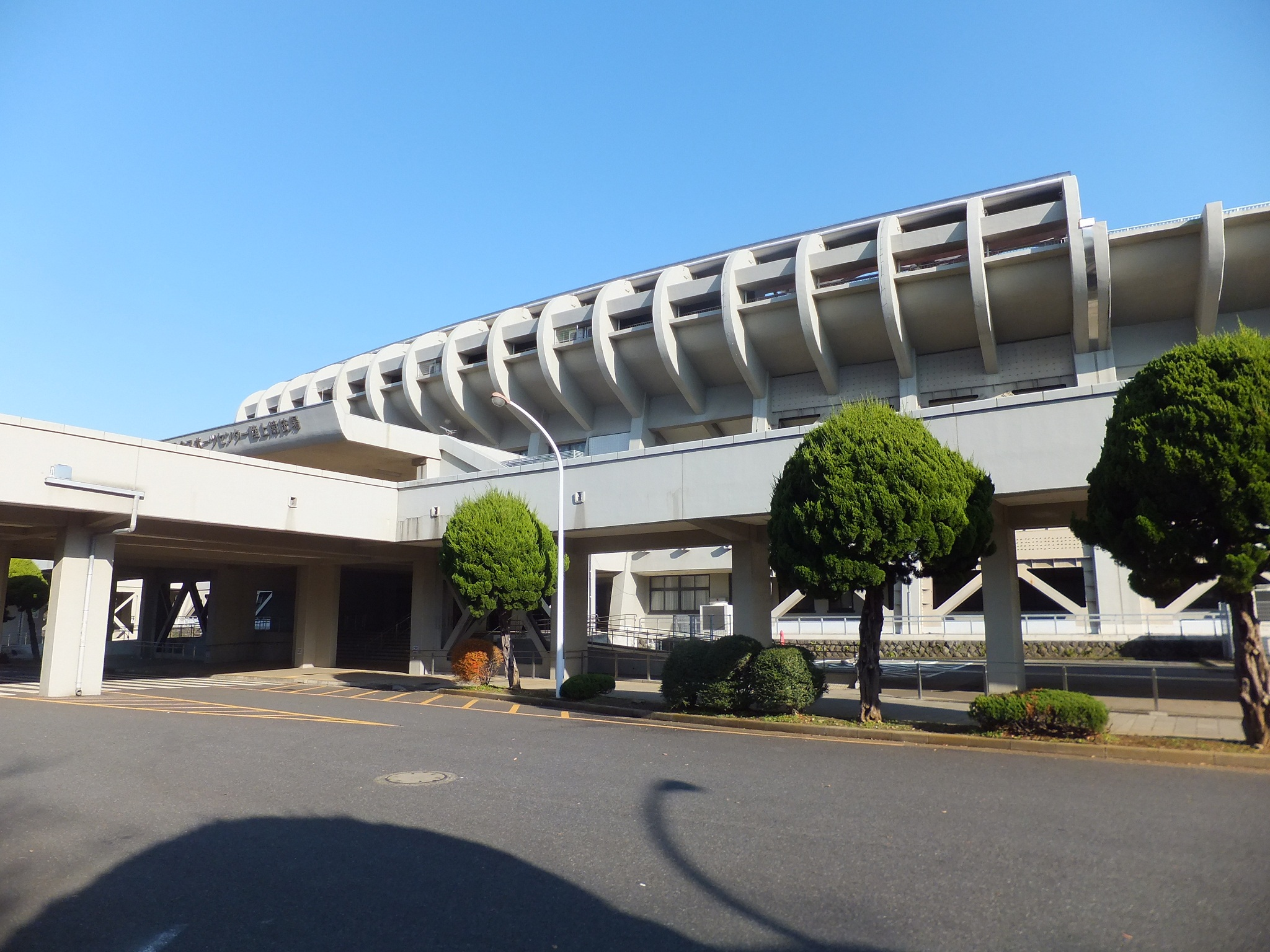
千葉県総合スポーツセンター陸上競技場

当駅東側出入口（天台6丁目、天台町、萩台町）方面。千葉県総合スポーツセンター方面には連絡通路が整備されている。
- 千葉県産業支援技術研究所 天台庁舎
- 千葉県子ども会育成連合会事務局
- 千葉県障害者スポーツ・レクリエーションセンター
- 千葉県国保会館（千葉県国民健康保険団体連合会）
- 千葉県総合スポーツセンター
  - 千葉県総合スポーツセンター陸上競技場
  - 千葉県野球場
  - 宿泊研修所（千葉県高等学校PTA連合会）
- アートゴルフ穴川

### 西側

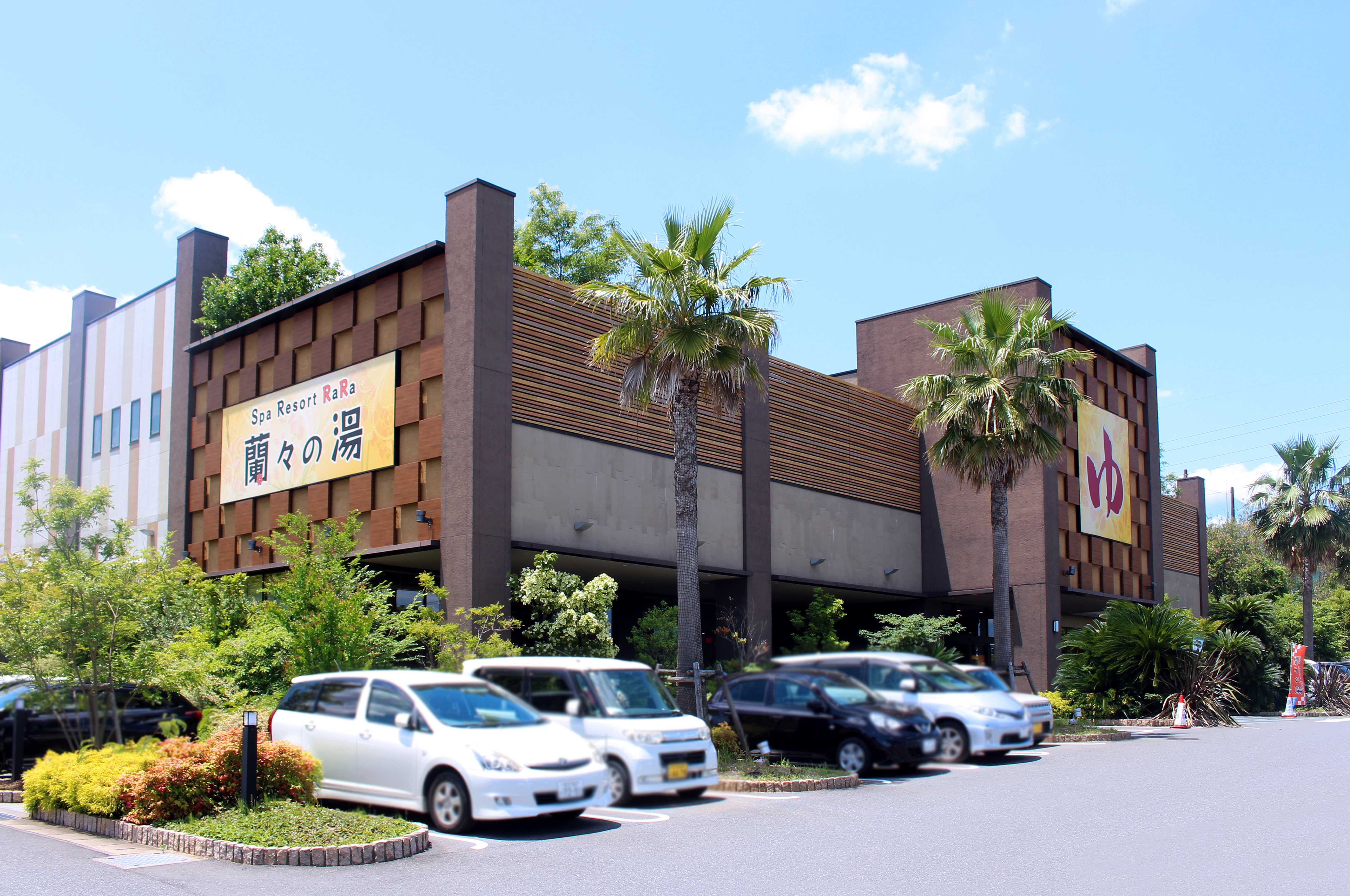
蘭々の湯 稲毛店

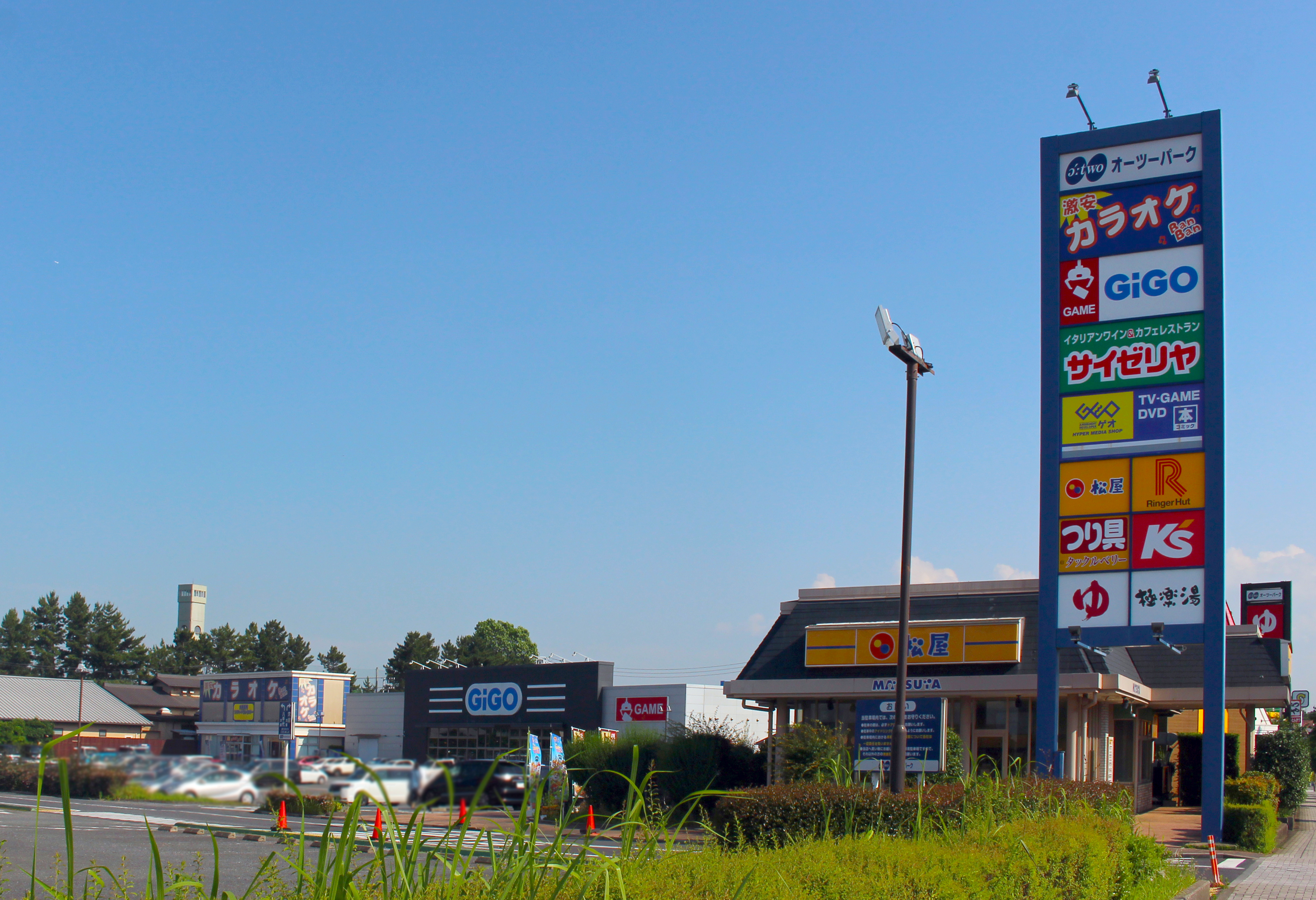
オーツーパーク

当駅西側出入口（園生町、あやめ台、長沼町）方面。
- そんのう・子育てリラックス館
- 千葉北警察署 柏台交番
- 千葉市立草野中学校
- 千葉市立あやめ台小学校
- 千葉あやめ台郵便局
- 稲毛ファミールハイツ郵便局
- オーツーパーク
  - ケーズデンキ オーツーパーク稲毛店
  - クラブセガ 稲毛オーツーパーク
  - ゲオ 千葉園生町店
  - 極楽湯 千葉稲毛店
- ワンズモール
  - ロピア ワンズモール店
  - ドン・キホーテ 稲毛長沼店
  - コジマ×ビックカメラ ワンズモール稲毛店
  - ニトリ 千葉長沼店
  - セントラルウェルネスクラブ 長沼
- せんどう 長沼店
- クリエイトSD 稲毛長沼店
- ジョイフル本田 千葉店
- プロストック 千葉稲毛店
- 蘭々の湯 稲毛店
- 園生の森公園

## バス路線
最寄りのバス停は「スポーツセンター駅」である。京成バスは千葉県道4号線上のバス停から、京成バス千葉イーストは駅前ロータリーから発車する。
| のりば              | 系統           | 主要経由地                               | 行先                       | 運行会社             | 備考         |
| ------------------- | -------------- | ---------------------------------------- | -------------------------- | -------------------- | ------------ |
| ロータリー          | 勝22           | 草野車庫・長沼・こてはし団地入口・下横戸 | 勝田台駅                   | 京成バス千葉イースト |              |
| ロータリー          | K23            | 草野車庫・長沼・み春野                   | 勝田台駅                   | 京成バス千葉イースト |              |
| 県道4号（長沼方向） | 稲01           | あやめ台団地                             | 草野車庫                   | 京成バス             | 深夜バスあり |
| 県道4号（長沼方向） | 稲03           | あやめ台団地                             | 草野車庫                   | 京成バス             | 土曜日のみ   |
| 県道4号（長沼方向） | 稲06           | 草野車庫・長沼                           | いきいきプラザ             | 京成バス             | 平日のみ     |
| 県道4号（長沼方向） | 稲02           | 草野車庫・長沼・こてはし団地入口         | こてはし団地               | 京成バス             |              |
| 県道4号（長沼方向） | 稲31           | 草野小入口・長沼原町                     | 山王町                     | 京成バス             |              |
| 県道4号（長沼方向） | 稲31           | 草野小入口                               | 長沼原町                   | 京成バス             | 深夜バス     |
| 県道4号（長沼方向） | 稲32           | 草野小入口・長沼原町                     | 千葉センター               | 京成バス             | 平日朝のみ   |
| 県道4号（長沼方向） | 稲33           | 草野小入口                               | ザ・クイーンズガーデン稲毛 | 京成バス             |              |
| 県道4号（穴川方向） | 稲01,稲02,稲06 | 穴川駅・女子高校                         | 稲毛駅                     | 京成バス             |              |
| 県道4号（穴川方向） | 稲31,稲32,稲33 | 穴川駅・稲毛区役所                       | 稲毛駅                     | 京成バス             |              |
| 県道4号（穴川方向） | 稲03           | 穴川駅                                   | 稲毛海岸駅                 | 京成バス             | 土曜日のみ   |

## 隣の駅
千葉都市モノレール
 2号線
穴川駅（CM 07） - スポーツセンター駅（CM 08） - 動物公園駅（CM 09）